# فابيان سبوركسليد
فابيان سبوركسليد (بالهولندية: Fabian Sporkslede) (3 أغسطس 1993 بأمستلفين في هولندا - ) هو لاعب كرة قدم هولندي في مركز الوسط. شارك مع منتخب هولندا تحت 17 سنة لكرة القدم ومنتخب هولندا تحت 19 سنة لكرة القدم ومنتخب هولندا تحت 21 سنة لكرة القدم. أما مع النوادي، فقد لعب مع أياكس أمستردام وفيلم تو تيلبورغ وكييفو فيرونا وشباب أياكس وSS Racing Club Roma ‏.

## روابط خارجية
- فابيان سبوركسليد على موقع قاعدة بيانات كرة القدم.إي يو (الإنجليزية)
- فابيان سبوركسليد على موقع ناشيونال فوتبول تيمز (الإنجليزية)
- فابيان سبوركسليد على موقع Soccerway.com (الإنجليزية)
- فابيان سبوركسليد على موقع عالم كرة القدم.نت (الإنجليزية)
- فابيان سبوركسليد على موقع AS.com (الإسبانية)